# Cassandra (romanzo)
Cassandra (Kassandra) è un romanzo della scrittrice tedesca Christa Wolf, pubblicato per la prima volta nel 1983.

## Trama
Dopo la caduta di Troia Cassandra viene portata ad Argo come parte del bottino di guerra del re Agamennone. La principessa troiana ha il dono della profezia e sa che la morte è imminente, che presto Clitennestra ucciderà il marito e poi lei. Nelle poche ore che le rimangono Cassandra comincia a ricordare i fatti che l'hanno portata lì.
Giovanissima, Cassandra aveva ricevuto il dono della profezia da Apollo, ma dopo che si rifiutò di concedersi al dio Febo la maledisse e così le sue profezie non sarebbero state credute da nessuno. Figlia amatissima di Priamo, Cassandra aveva un rapporto più conflittuale con la madre Ecuba, restia all'indipendenza della figlia. Cassandra ricorda il suo vecchio e duraturo amore per Enea, che la scelse per la cerimonia di deflorazioni delle vergini al tempio ma che non consumò il loro rapporto in quel momento. Nonostante i due non siano riusciti ad amarsi fisicamente, Cassandra ha sempre nutrito forti sentimenti per lui e immagina che sia Enea a penetrarla quando il sacerdote Panteo la visita di notte. È il padre di Enea, Anchise, a raccontare a Cassandra di Esione, la sorella di Priamo rapita da Telamone durante la prima guerra troiana. I troiani hanno già provato a riprendersi la donna, sorella di Priamo, ma la loro missione non solo è fallita ma nel tentativo hanno perso anche il loro profeta Calcante, rimasto in Grecia. Durante una visita a Troia Menelao, re di Sparta, offre dei sacrifici a divinità locali e viene schernito da Paride, il giovane principe troiano esposto da bambino e tornato da poco in città. Paride sbeffeggia il re e dice che se la zia non tornerà a Troia sarà lui a portare un'altra donna in città, una più bella e più giovane. Cassandra entra in trance e comincia a profetizzare, ma viene bruscamente rimossa dal banchetto e rinchiusa in camera sua per riprendersi. Quando torna in salute Cassandra scopre che i troiani sono andati a Sparta e sono tornati frettolosamente dopo che Paride ha rapito Elena.
La guerra con la Grecia è inevitabile e imminente, anche perché nessuno dei principi troiani vuole sentire ragione e restituire Elena al marito. Cassandra comincia a sospettare che Elena non si trovi affatto a Troia e finisce per scoprire di avere ragione: la moglie di Menelao non è mai arrivata in Asia Minore, è rimasta in Egitto, dove Paride si era fermato durante il viaggio di ritorno da Sparta. L'inutilità della guerra è evidente a Cassandra, ma Priamo non vuole mettere a repentaglio l'onore della famiglia e decide di continuare con la finzione che Elena si trovi tra le possenti mura del palazzo. Cassandra è troppo devota al padre per disobbedirgli e rendere pubblico il fatto, ma presto scopre che non è più Priamo a manovrare le politiche troiane: il suo capitano della guardia, Eumelo, manipola il re perché convinca la cittadinanza che la guerra è necessaria. Quando Cassandra minaccia di svelare la finzione su cui si basa la guerra, Eumelo la fa arrestare. Anchise spiega alla giovane sacerdotessa prigioniera l'astuzia del piano di Eumelo: facendo scoppiare una guerra il capitano ha instaurato un regime militare che ha favorito la propria ascesa politica.
La guerra che impazza ha portato molti dei fratelli di Cassandra alla morte, tra cui l'amatissimo Troilo e il solido Ettore. Uno degli uomini di Eumelo, Androne, è diventato l'amante di Polissena, la bella sorella con cui Cassandra ha un rapporto conflittuale perché crede che sia andata a letto con Enea. Achille si è invaghito di Polissena e vuole che la principessa le venga consegnata in cambio del corpo di Ettore. Androne accetta di consegnare l'amante a cuor leggero ed Eumelo mette a punto un piano per eliminare Achille: lo attireranno in una trappola usando Polissena come esca. Quando Cassandra lo scopre cerca di mettere in guardia la sorella, ma Eumelo la fa imprigionare nuovamente, questa volta rinchiudendola nel cimitero degli eroi. Polissena viene portata in un tempio e Achille viene attirato là con l'inganno e ucciso a tradimento. Quando Troia viene espugnata e i greci scorrazzano per la città Polissena supplica Cassandra di ucciderla per non farla finire nelle mani degli assalitori, ma la sorella non riesce a farlo. Polissena viene sacrificata sulla tomba di Achille e Cassandra viene presa da Agamennone come parte del suo bottino di guerra. Prima di lasciare Troia per l'ultima volta, Cassandra vede Enea, che le chiede di partire con lui e salvarsi dalla schiavitù. Ma Cassandra rifiuta, perché sa che Enea è destinato a diventare un eroe e lei non può amare un eroe.

## Edizioni italiane
- Christa Wolf, Cassandra, Roma, Edizioni e/o, 2012, ISBN 887641729X.

| Controllo di autorità | VIAF (EN) 218290083 · LCCN (EN) no97050638 · GND (DE) 4120099-8 · BNF (FR) cb120754962 (data) · J9U (EN, HE) 987007587698805171 · NSK (HR) 000514930 |